# Красная жаба
Красная жаба (лат. Schismaderma carens) — амфибия из многочисленного семейства жабы, принадлежит роду Красные жабы.

## Описание
Земноводное имеет довольно крупные размеры: туловище взрослого самца равно 8,6—8,8 сантиметрам, особи женского пола чуть больше — приблизительно 9,2 см в длину. Тело жабы окрашено в яркие оттенки красного и коричневатого тона. Спина красно-рыжая, в области плеч и в нижней части иногда покрыта тёмно-коричневыми пятнами. Брюхо обычно светло-коричневое, с лёгким розоватым оттенком, усыпанное пятнышками серого цвета. Бока контрастируют с основной окраской: могут быть очень светлыми или, напротив, намного темнее общего фона спины и брюха.
Поверхность тела красной жабы покрывает гораздо меньшее число бородавок, если сравнивать её с представителями жаб таких же размеров, но иных видов.
Специфичный для некоторых жаб костный вырост (дорсолатеральный гребень), расположенный на черепе, начинается от типичной для жаб барабанной перепонки в зоне среднего уха и опускается до задних лапок. Его верхняя часть значительно темнее по цвету, нежели нижняя.
Барабанная перепонка имеет стандартную округлую форму и отличается довольно крупными размерами. Типичные железы возле ушей, называемые паротидами, у данного вида незаметны.
На конечностях жабы чётко выделяются кожистые, немного морщинистые складки, расположенные в области предплюсны. На лапках самцов имеются характерные наросты — брачные мозоли, находящиеся на трех первых пальцах. Подобное строение конечностей дает самцу возможность удерживать самку в процессе спаривания.
Самцы имеют особое кожное образование, отличающее всех самцов бесхвостых жаб — горловой мешок. Он участвует в процессе звукообразования, выступая в качестве резонатора. Орган активно используется самцами в брачный период. В спокойном состоянии горловой мешок находится в сложенном виде, между слизистой и кожными складками, окружающими мускулы.

## Ареал и места обитания
Ареал вида начинается в восточной части африканского континента, на северо-западе Танзании, и доходит до южных территорий Кении. Популяции жабы населяют Центральную часть Африки, республику Конго, жаркую республику Малави, а также восточную часть Анголы и частично запад Замбии. Затем ареал переходит на юг Африки, охватывая Ботсвану, Свазиленд, территорию Мозамбик, Намибии и Зимбабве, включая одну из провинций ЮАР — Капскую.
Африканская красная жаба предпочитает селиться в тропиках и субтропиках, выбирая местом жительства влажные леса и саванны с богатым травяным покровом, встречается на болотах, по берегам естественных прудов, в искусственно созданных водохранилищах и оросительных каналах с абсолютно пресной водой.

#### Образ жизни и питание
Почти 80 % своей жизни этот вид жаб проводит на суше: к воде африканская красная жаба уходит лишь для добычи пропитания и на период размножения.
Основой рациона красной жабы выступают растительные компоненты — водоросли и растения, произрастающие на берегу водоёма. Белковую пищу жаба получает, употребляя некрупных насекомых: сверчков, мелких стрекоз и их личинок, различных червей, кузнечиков, слизней, водяных жуков.

## Размножение
Брачный период красной жабы всегда выпадает на середину лета. В это время самцы сидят в водоёмах и издают призывные крики при помощи своего горлового мешка. Звуки немного напоминают короткие крики (длятся 0,9-12 сек), произносимые на частоте 0,1—0,8 кГц. Самка обычно отдаёт предпочтение самцу с наиболее низким по тону и максимальным по громкости кваканьем. При чрезмерном скоплении в водоеме самцов и нехватке самок между особями мужского пола нередко возникают ожесточенные драки. После процесса спаривания и вымётывания самкой икры, пара сразу же расстается, и в дальнейшей судьбе своего общего потомства не принимает никакого участия.
Каждая самка выметывает от двух до двух с половиной тысяч икринок с диаметром от 1,6 до 2,5милиметров. Икринки прикрепляются к подводным растениям, но многие просто опадают на дно, что не влияет на развитие головастиков.
Период инкубации напрямую зависит от температурного режима воды и продолжается 37—52 дня. Появившиеся головастики держатся группами, часто их многотысячные скопления обитают рядом с головастиками другого, сильно похожего внешне вида крапчатой (африканской роющей) лягушки.